# Elementis
Elementis est une holding britannique de produits chimiques formée en 1994 et dont les origines remontent à 1844.

## Histoire

### Origines et développement
En 1844 est fondée à Liverpool, la société Harrisons & Crosfield (H&C), spécialisée dans le négoce du thé et du café, activité au cœur de leur entreprise jusqu'à la fin du XIXe siècle. 80 % de leur chiffre d'affaires reposaient sur le thé importé de Chine, et 20 % sur le café importé d'Amérique du Sud. En 1854, le siège déménage à Londres. En 1860, la société devient le 3e importateur mondial de thé. Les descendants des fondateurs embauchent dans les années 1880, Arthur Lampard et Heath Clark, qui vont développer le marché du thé avec la Russie et Ceylan. La marque phare, Nectar, sera rachetée plus tard par Twinings (via Associated British Foods). Une filiale est fondée à Colombo qui va développer d'autres filières, sur le caoutchouc, le bois et l'huile de palme. Par l'intégration verticale, H&C se porte acquéreur de nombreuses plantations en rapport avec tous ces produits. En 1935, elle possède 79 sites de productions principalement dans le Raj et à Malaya. H&C monte trois filiales en Inde, la East India Tea and Produce Company, la Malayalam Rubber and Produce Company (caoutchouc) et la Meppadi Wynaad Tea Company. En 1908, à la recherche de capitaux, H&C entre au London Stock Exhange,.

### Leader du caoutchouc
Entre 1900 et 1940, H&C devient le premier producteur mondial de caoutchouc, par une série d'acquisitions à la fois de plantations existantes, de producteurs plus petits, et en développant de nouveaux terrains cultivables. Cette compagnie profite des infrastructures de l'Empire colonial britannique. Elle prend également des participations dans d'autres entreprises, comme la Maison Denis frères (1925) en Indochine.

### Décolonisation et restructuration
Après 1947, les effets de la Seconde Guerre mondiale et de la décolonisation (d'abord l'Inde), entrainent H&C à relever de nouveaux défis. La Malaisie et l'Indonésie, sources majeures de caoutchouc, sont en proie à de nombreux conflits. En 1950, H&C perd son leadership dans la filière caoutchouc. Elle développe alors une filière bois en Papouasie-Nouvelle-Guinée et consolide ses plantations de thé en Inde entre 1960 et 1983. Toutefois, H&C se heurte de plus en plus aux gouvernements des pays producteurs : de nombreuses filières sont soit nationalisées, soit soumises à une augmentation sensible des royalties (droits d'exploitation accordés par l'État hébergeant les filiales). Entre 1983 et 1990, plus de la moitié des plantations (café, thé, hévéas, huile de palme, bois) sont revendues par H&C.
L'autre filière qui va connaître un développement majeur est la chimie. En 1947, H&C signe un partenariat avec la société canadienne Durham Chemicals, pour produire de l'oxyde de zinc. Durham passe sous son contrôle en 1963. Après une série d'acquisitions, H&C devient leader en 1984 au Royaume-Uni pour la production oxyde de zinc et de chrome, et de chlorure d'aluminium. Par ailleurs, elle renforce sa filière bois via London Sumatra Group, et développe la production de maltose et de composés entrant dans la production de la nourriture pour les animaux d'élevage, en achetant Associated British Maltsters, en 1987.

### Naissance d'Elementis et développement
La holding H&C change de nom et devient en 1994, pour Elementis, l'année de son 150e anniversaire. Les années suivantes voient la vente de la filière bois/constructions et de la filière alimentation (humaine et animale). Elementis est depuis 1997 une entreprise totalement dédiée aux produits en rapport avec l'industrie chimique.
En février 2017, Elementis annonce l'acquisition de SummitReheis, une entreprise américaine spécialisée dans les composants chimiques pour produits d'hygiène et de beauté, pour 360 millions de dollars.
En avril 2021, Elementis reçoit une offre d'acquisition de la part d'Innospec pour 1 milliard de livres.

## Filiales
Elementis possède des filiales en Allemagne, Autriche, Belgique, Irlande, aux États-Unis et aux Pays-Bas.

## Actionnariat
| Nom                                   | %      |
| ------------------------------------- | ------ |
| Threadneedle Asset Management         | 9,82 % |
| SFM UK Management                     | 5,71 % |
| Franklin Mutual Advisers              | 4,99 % |
| AXA Investment Managers UK            | 4,3 %  |
| Aberdeen Asset Managers               | 3,95 % |
| Schroder Investment Management        | 3,86 % |
| J.O. Hambro Capital Management        | 3,33 % |
| Norges Bank Investment Management     | 3,12 % |
| Odyssean Capital                      | 3,08 % |
| Legal & General Investment Management | 3,05 % |